# Лех Валенса

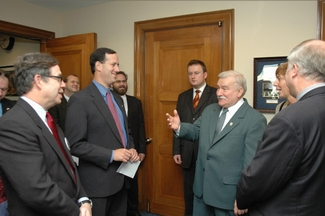
Лех Валенса у США

Лех Вале́нса (пол. Lech Wałęsa; нар. 29 вересня 1943, Попово, Куявсько-Поморське воєводство, Ліпновський повіт, Третій Рейх) — польський політик, дисидент, Президент Польщі (1990—1995). Після президентських виборів 1990, став першим демократично обраним президентом Польщі з 1926 та першим президентом обраним прямими виборами.
За професією — електрик. Співзасновник і перший керівник профспілки «Солідарність» у 1980-х роках, Людина року тижневика «Time» (1981), лауреат Нобелівської премії миру (1983).

## Життєпис
Народився 29 вересня 1943 року на території анексованого нацистською Німеччиною Поморського воєводства. Батько — Болеслав Валенса (1908—1945), тесляр; мати — Фелікса Каменська (1916—1975), домогосподарка.
У 1961 році закінчив професійно-технічне училище в Ліпно. З 1963 по 1965 рік проходив військову службу в Кошаліні, отримав чин капрала.
З 1967 року — електрик на Гданській корабельні імені Леніна, у 1970 році активно включився у профспілковий та протестний рух.
У грудні 1970 року — один із керівників страйку, інспектор з соціальної роботи Спілки металістів. Брав участь у переговорах працівників корабельні Гданська з першим секретарем ЦК Комуністичної партії Польщі Едвардом Ґереком.
У 1976 році був звільнений з роботи за публічну критику офіційних, провладних профспілок. З 1978 року почав брати участь у діяльності вільних профспілок. Він був членом редакційної ради газети «Прибережний робітник» — спільно з Комітетом суспільного самозахисту NRA.
У 70-ті роки був допитаний і затриманий співробітниками тоталітарних спецслужб.

### «Солідарність»
У 1980 році створив першу в країнах з комуністичним режимом непідконтрольну державі профспілку — «Солідарність».
Звільнення Валенси за активну профспілкову діяльність на тлі зростання цін та браку основних видів продовольства у Польщі призвели в 1980 та 1981 роках до страйків, які викликали широку підтримку «Солідарності». Профспілка стала речником робітників у різноманітних шарах суспільства, що змусило уряд піти на низку поступок, зокрема надання робітникам права на вільне об'єднання в профспілки.
В ніч на 13 грудня 1981 року режим генерала Войцеха Ярузельського запровадив воєнний стан та оголосив «Солідарність» поза законом. У перші ж дні воєнного стану понад 3 тисячі провідних активістів разом з Валенсою були затримані та направлені в центри інтернування. Разом з більшістю інтернованих Валенсу було звільнено 14 листопада 1982 року.
У 1983 році Валенса отримав Нобелівську премію миру за діяльність в підтримку прав робітників.
30 вересня 1986 року під головуванням Валенси була заснована Тимчасова Рада «Солідарності». Почалось відтворення регіональних профцентрів. Уряд формально не санкціонував легалізацію «Солідарності», проте загалом не чинив нездоланних перешкод. 25 жовтня 1987 року група активістів сформувала Національний виконавчий комітет «Солідарності». Очолив його Валенса. Ця структура консолідувала ту частину опозиції, котра була готова до перемовин з урядом. Водночас багато активістів стояли на позиціях «Солідарності у боротьбі» та виступали за безкомпромісну боротьбу з режимом.
Внаслідок масового страйкового руху навесні-влітку 1988 року керівництво Польщі було змушено узяти курс на компроміс з «Солідарністю». 25 серпня 1988 року міністр внутрішніх справ Чеслав Кіщак зустрівся з Валенсою в присутності представника польського єпископату абата Алоїзія Оршуліка. Валенса грав провідну роль в перемовинах з урядом в 1988 (бесіди в Магдаленці) та 1989 роках (Круглий стіл). Їхнім результатом стала легалізація «Солідарності» та проведення напіввільних парламентських виборів у червні 1989 року, на яких «Солідарність» завоювала 99 зі 100 місць в Сенаті.
Вибори були сприйняті суспільством як нищівна поразка режиму. 7 серпня Валенса заявив про готовність «Солідарності» взяти на себе керівництво урядом. Переговори Валенси з керівництвом Об'єднаної селянської та Демократичної партій (багаторічними сателітами комуністичного режиму) призвели, в ситуації що склалася, до підтримки ними «Солідарності». 7 вересня до влади прийшов перший некомуністичний уряд Польщі на чолі з представником «Солідарності», радником Валенси Тадеушем Мазовецьким.

### Незалежна Польща
На президентських виборах 1990 року Валенса після разючої перемоги був обраний президентом Польщі у другому турі, набравши 74,25 % голосів. Перед ним стояли найважчі проблеми політичної нестабільності та переходу Польщі до вільної ринкової економіки.
У 1995 році Валенса програв вибори Олександру Кваснєвському. В першому турі він посів друге місце з 33,1 %, у другому турі набрав 48,3 %.
Після поразки на виборах в 1996 році Лех повернувся на свою колишню роботу електрика на корабельні.
На президентських виборах 2000 року Валенса набрав 1,4 %.
У 2000-х роках очолив громадську організацію «Бюро Леха Валенси».
29 вересня 2006 року Лех Валенса оголосив про намір повернутися до політики та створити нову партію. Він заявив: «Люди, котрі колись боролись за незалежність Польщі, не можуть погодитись з тим, що зараз коїться. Ми боролись не для таких типів як Качинський, Леппер або Ґертих».
В інтерв'ю телеканалу TVN 24, яке вийшло до ефіру 1 березня 2013 року, Лех Валенса заявив, що гомосексуали в парламенті мають сидіти окремо від інших депутатів, а краще за стіною. За ці слова він зазнав критики з боку деяких депутатів Сейму.

## Можлива співпраця зі спецслужбами комуністичної Польщі
22 лютого 2016 року в архіві Інституту національної пам'яті Польщі впустили вчених і журналістів для ознайомлення з документами, що стосуються агента «Болека» та підписаних екс-президентом Лехом Валенсою. Матеріали містять документ, датований 21 грудня 1970 року. Це зобов'язання про співпрацю, яке було підписане Лехом Валенсою.
31 січня 2017 року експерти Інституту національної пам'яті Польщі під час спеціальної пресконференція повідомили що графологічна експертиза у так званій «справі Болека», тобто щодо звинувачень на адресу колишнього президента Польща Леха Валенси у співпраці зі спецслужбами комуністичної Польщі, довела, що лідер «Солідарності» протягом багатьох років був агентом спецслужб ПНР.
«Експерти отримали багато матеріалів. Справа є важкою містить 235 сторінок. Висновки не залишають жодних сумнівів. Зобов'язання про співпрацю зі Службою безпеки з 1970-х років були написані рукою Леха Валенси», — повідомив прокурор інституту Анджей Позорський. За його словами, лише «одне донесення з декількох десятків не було підписано Лехом Валенсою». «Немає жодного сумніву з приводу співпраці Леха Валенси зі спецслужбами. Це питання з'ясоване повністю… можна ставити нові питання. Наприклад, яким чином співпраця Валенси зі спецслужбами у в 70-х роках вплинула на його подальшу діяльність у 80-х роках і після 1989-го року», — додав голова Інституту національної пам'яті Ярослав Шарек. На думку експертів, документи є оригінальними й охоплюють період з 1970 по 1976 рік.
Сам засновник «Солідарності» Лех Валенса заявив, що «не співпрацював зі спецслужбами», але «зробив помилку» і «не може розкрити правди», а також очікує, що «це зробить винуватець ситуації».

## Валенса та Україна
Лех Валенса активно підтримав Помаранчеву революцію 2004 року, кілька разів приїжджав до революційного Києва та виступав зі сцени Майдану Незалежності на підтримку вимог протестувальників. Виступає за якнайшвидшу інтеграцію України до Євросоюзу.
| Пам'ятаймо, що Україна є великою державою. Особливо велике її сільське господарство. Бог справді дав їй багату землю. І це лякає Європу… Європа має кращі врожаї, але вони досягаються за допомогою хімічних добрив. Тому Європа була б змушена купувати в Україні продукти, бо вона має найкращі природні умови. Це лякало й лякає європейців. |
Про оцінку встановлення бюста Йосипу Сталіну на території України:
| Якщо хтось має забагато грошей, то хай ставить… Ну, на пам'ятниках заробляють двічі — коли їх ставлять і коли демонтують. У Польщі теж хтось може поставити такий пам'ятник і стріляти в нього з пневматичної зброї, як у тирі. Колись у нас була схожа ситуація: один чоловік перевозив через кордон до Польщі пам'ятники Леніну. І ніяк не хотів зізнатися, навіщо це йому. А виявилося, для бізнесу: той чоловік організовував стрільбу з пневматичної зброї, і так заробляв гроші... |
У 2013 році Київський кінофестиваль «Молодість» відкривала біографічна кінострічка про експрезидента Польщі — «Валенса. Людина надії» — від польського режисера Анджея Вайди.
У зв'язку з Кримською кризою, в інтерв'ю газеті Rzeczpospolita, Валенса заявив: «Путіна треба судити у Гаазі».
4 жовтня 2014 року під час свого візиту до Києва, разом з мером міста В. Кличком вшанував пам'ять героїв «Небесної сотні».
12 вересня 2015 року заявив, що в Європі епоха силових рішень приходить до кінця, у той час як Росія відстала від них в цьому на декілька десятиліть і досі намагається вирішувати конфлікти зброєю.
У серпня 2018 року він підтримав пропозицію Польської кіноакадемії щодо висунення Олега Сенцова на здобуття Нобелівської премії миру:

| Олег Сенцов, на моє глибоке переконання, втілює всі ідеали, які мотивували мене під час моєї мирної боротьби за майбутнє світу. Віра в демократію, в мирні методи боротьби, відмова від ненависті, дії для зміцнення братерства між народами і самопожертва на користь інших несправедливо скривджених людей – це все риси, гідні найвищого визнання вільного світу |

## Особисте життя
Дружина Данута, разом мають восьмеро дітей — 4 сини й 4 доньки.

## Вшанування
- Міжнародний Гданський аеропорт названо іменем Леха Валенси,
- Почесний громадянин Сопота.